# 熙淑帝姬
熙淑帝姬（1110年—1112年），本名不明，為北宋第八代皇帝宋徽宗的皇女，母大王贵妃。
大觀四年（1110年）十一月封熙福公主。政和二年（1112年）四月薨逝，追封華國公主。政和七年（1117年）十一月，改公主为帝姬，改封熙淑帝姬。